# 斯洛比德卡 (捷列博夫利亞市鎮)
49°12′4″N 25°42′6″E / 49.20111°N 25.70167°E
斯洛比德卡（羅馬化：Slobidka）是烏克蘭捷爾諾波爾州捷尔诺波尔区的村莊，始建於1497年，面積2.31平方公里，海拔高度254米，2001年人口441，人口密度每平方公里190.7人。